# Ворушин, Иван Денисович
Иван Денисович Ворушин (09.09.1923, Солнечное, Павлодарский уезд, Семипалатинская губерния, Киргизская АССР, СССР — 21.03.1999, Павлодар, Казахстан) — старший сержант, воздушный стрелок 953-го штурмового авиационного полка 311-й штурмовой авиационной дивизии 1-й воздушной армии 3-го Белорусского фронта. Участник Великой Отечественной войны. Полный кавалером ордена Славы.

## Биография
Родился 9 сентября 1923 года в селе Солнечное Павлодарского уезда. Член ВКП/КПСС с 1946 года. Образование среднее. В 1941 году окончил школу гражданского воздушного флота в городе Петропавловск.
В Красной Армии с октября 1941 года. Окончил школу воздушных стрелков в городе Троицк Челябинской области. На фронте в Великую Отечественную войну с марта 1943 года.
14 января 1944 года группа советских штурмовиков вылетела на выполнение боевого задания в районе села Высочаны. Неожиданно их атаковали немецкие «фоке-вульфы». Завязался воздушный бой. Воздушный стрелок 953-го штурмового авиационного полка сержант Ворушин, отражая атаки вражеских истребителей, сбил один из них.
20 февраля 1944 года приказом по 311-й штурмовой авиационной дивизии сержант Ворушин Иван Денисович награждён орденом Славы 3-й степени.
Старший сержант Ворушин к октябрю 1944 года совершил 50 вылетов на штурмовку скоплений живой силы и боевой техники противника, нанеся ему ощутимый урон.
18 сентября 1944 года, отбивая воздушные атаки врага, сбил истребитель Ме-109.
7 февраля 1945 года старший сержант Ворушин Иван Денисович награждён орденом Славы 2-й степени.
К февралю 1945 года совершил 75 боевых вылетов на штурмовку укреплённых районов противника, нанеся ему значительный урон в живой силе и боевой технике.
Указом Президиума Верховного Совета СССР от 29 июня 1945 года за мужество, отвагу и героизм, старший сержант Ворушин Иван Денисович награждён орденом Славы 1-й степени.
Всего за годы войны совершил около 100 боевых вылетов. После войны продолжал службу в военно-воздушных силах. Был заместителем командира эскадрильи по политической части. С февраля 1948 года капитан Ворушин — в запасе. В 1961 году окончил Высшую партийную школу в городе Алма-Ата. Работал в штабе Гражданской обороны в городе Павлодар.
Награждён тремя орденами Славы, орденами Отечественной войны 1-й и 2-й степени, «Знак Почета», медалями.
Решением исполнительного комитета Павлодарского городского Совета народных депутатов № 10/161 от 18 апреля 1985 года Ворушину Ивану Денисовичу присвоено звание «Почётный гражданин Павлодара». Его именем названа улица в Павлодаре. На Аллее Славы в Павлодаре установлен памятник.
Иван Денисович Ворушин проживал в Павлодаре.
Скончался 21 марта 1999 года.